# HGM-25A Titan I

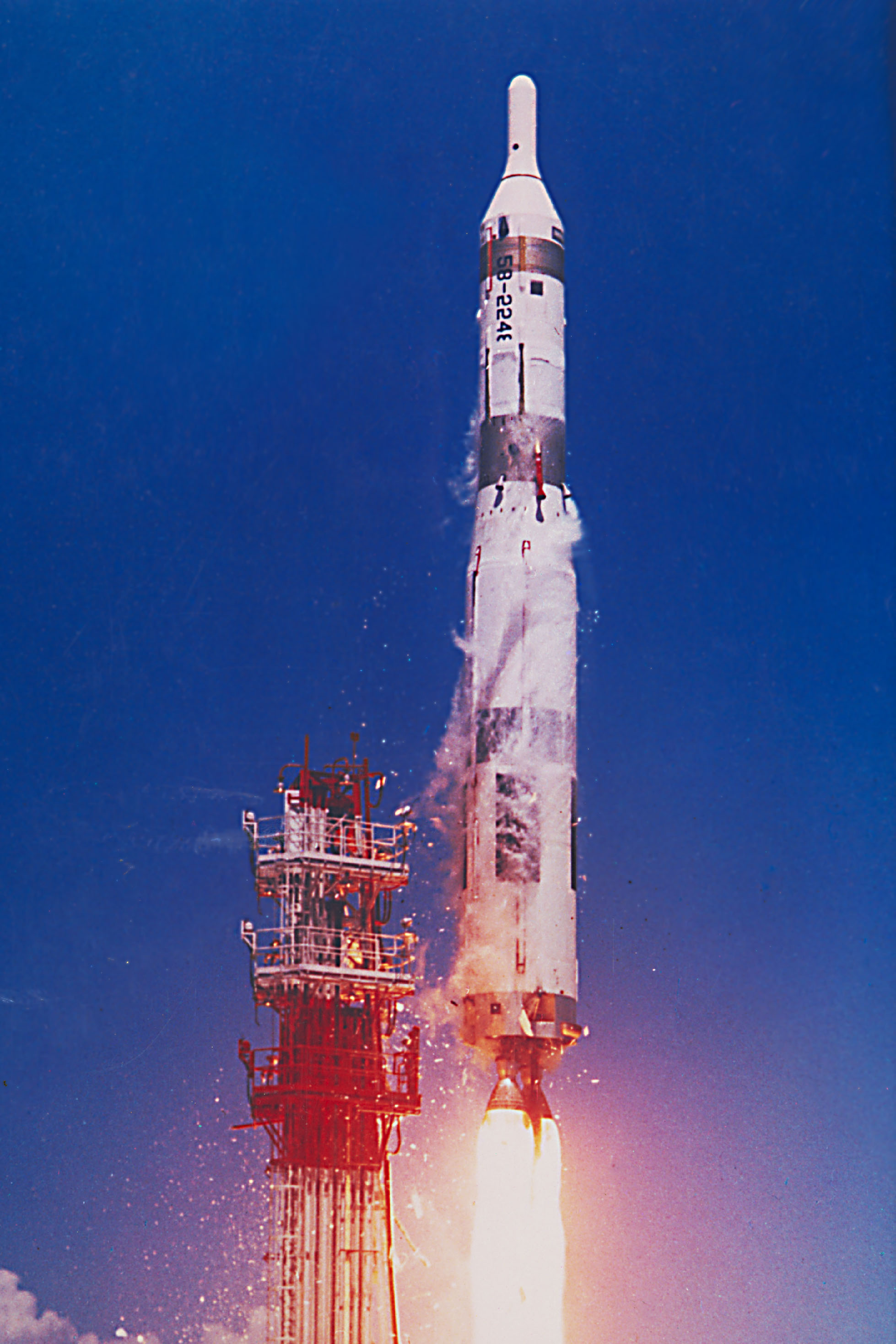
Um míssil HGM-25A Titan I sendo lançado.

O HGM-25A Titan I, foi um ICBM de origem Norte americana. Esta foi a primeira
versão do míssil SM-68 Titan, fabricado pela Glenn L. Martin Company, foi o primeiro míssil balístico multi estágios dos Estados Unidos,
lembrando que o Atlas, usava o conceito de "estágio e meio".
Esse modelo, foi o único da família Titan a usar a combinação de LOX e RP-1 como propelentes, e esteve operacional por
apenas três anos.
Entre os seus objetivos, havia os compromissos de: ser um míssil maior, com maior alcance e maior capacidade de carga útil que o Atlas, e que
poderia servir também como estágios inferiores de um futuro veículo de lançamento para missões espaciais.
1. ↑  «Martin Marietta SM-68A/HGM-25A Titan I» (em inglês). nationalmuseum. Consultado em 19 de julho de 2023